# Collegio plurinominale Campania - 01 (2020)
Il collegio elettorale plurinominale Campania - 01 è un collegio elettorale plurinominale della Repubblica italiana per l'elezione del Senato della Repubblica.

## Territorio
Come previsto dalla legge n. 51 del 27 maggio 2019, il collegio è stato definito tramite decreto legislativo all'interno della circoscrizione Campania.
Il collegio comprende la zona definita dai quattro collegi uninominali Campania - 04 (Napoli), Campania - 05 (Giugliano in Campania), Campania - 06 (Torre del Greco) e Campania - 07 (Acerra) quindi tutta la città metropolitana di Napoli e 21 comuni della provincia di Salerno.

## XIX legislatura

### Risultati elettorali
|                               | Movimento 5 Stelle                                      | 506 462   | 40,36 | 2 | 506 462   | 40,36 | 4 |  |  |
|                               | Fratelli d'Italia                                       | 180 698   | 14,40 | 1 | 362 089   | 28,85 | – |  |  |
|                               | Forza Italia                                            | 133 944   | 10,67 | 1 | 362 089   | 28,85 | – |  |  |
|                               | Lega per Salvini Premier                                | 38 927    | 3,10  | – | 362 089   | 28,85 | – |  |  |
|                               | Noi Moderati                                            | 8 520     | 0,68  | – | 362 089   | 28,85 | – |  |  |
|                               | Partito Democratico - Italia Democratica e Progressista | 185 021   | 14,74 | 1 | 269 239   | 21,45 | – |  |  |
|                               | Alleanza Verdi e Sinistra                               | 35 415    | 2,82  | – | 269 239   | 21,45 | – |  |  |
|                               | +Europa                                                 | 27 004    | 2,15  | – | 269 239   | 21,45 | – |  |  |
|                               | Impegno Civico – Centro Democratico                     | 21 799    | 1,74  | – | 269 239   | 21,45 | – |  |  |
|                               | Azione - Italia Viva                                    | 66 328    | 5,29  | 1 | 66 328    | 5,29  | – |  |  |
|                               | Unione Popolare                                         | 28 552    | 2,28  | – | 28 552    | 2,28  | – |  |  |
|                               | Italexit                                                | 17 040    | 1,36  | – | 17 040    | 1,36  | – |  |  |
|                               | Noi di Centro – Europeisti                              | 5 255     | 0,42  | – | 5 255     | 0,42  | – |  |  |
| Totale                        | Totale                                                  | 1 254 965 | 100   | 6 | 1 254 965 | 100   | 4 |  |  |
|                               |                                                         |           |       |   |           |       |   |  |  |
| Voti non validi               | Voti non validi                                         | 46 322    | 3,56  |   |           |       |   |  |  |
| Votanti                       | Votanti                                                 | 1 301 287 | 50,99 |   |           |       |   |  |  |
| Elettori                      | Elettori                                                | 2 552 066 |       |   |           |       |   |  |  |
|                               |                                                         |           |       |   |           |       |   |  |  |
| Data: 25 settembre 2022       |                                                         |           |       |   |           |       |   |  |  |
| Fonte: Ministero dell'interno |                                                         |           |       |   |           |       |   |  |  |

### Eletti

#### Eletti nei collegi uninominali
Eletti nel Movimento 5 Stelle
| Collegio uninominale     | Eletto | Eletto                    | Partito            |
| ------------------------ | ------ | ------------------------- | ------------------ |
| 4. Napoli                |        | Ada Lopreiato             | Movimento 5 Stelle |
| 5. Giugliano in Campania |        | Maria Domenica Castellone | Movimento 5 Stelle |
| 6. Torre del Greco       |        | Orfeo Mazzella            | Movimento 5 Stelle |
| 7. Acerra                |        | Raffaele De Rosa          | Movimento 5 Stelle |

1. ↑  In data 08.01.2024 abbandona il gruppo M5S. In data 21.02.2024 aderisce al gruppo FI-BP-PPE

#### Eletti nella quota proporzionale
| Movimento 5 Stelle          | Partito Democratico-IDP | Fratelli d'Italia | Forza Italia        | Azione - Italia Viva |
| --------------------------- | ----------------------- | ----------------- | ------------------- | -------------------- |
|                             |                         |                   |                     |                      |
| Vincenza Aloisio Luigi Nave | Dario Franceschini      | Sergio Rastrelli  | Francesco Silvestro | Matteo Renzi         |